# Oldoinyo Lesatima
Der Oldoinyo Lesatima (andere Schreibweise Ol Donyo Lesatima, auch bekannt als Mount Lesatima oder Mount Satima) ist ein 4001 m hoher Berg in der Aberdare Range in Kenia. Nach Mount Kenia und Mount Elgon ist er der dritthöchste Berg des Landes mit einer Dominanz von 73,3 km und einer Schartenhöhe von 2081 Meter.
In der Sprache der Massai steht Oldoinyo Lesatima für Berg des Stierkalbs.

## Lage und Umgebung
Der Oldoinyo Lesatima liegt rund 100 km nördlich der Hauptstadt Nairobi im Norden des Aberdare-Nationalparks. Er ist der höchste Berg im östlichen Rift des zentralafrikanischen Grabenbruchs. In der Umgebung gibt es markante Vulkankegel, die Dragon's Teeth (Drachenzähne) genannt werden.